# Tomás de Torquemada
Tomás de Torquemada  OP (14 tháng 10 năm 1420 – 16 tháng 9 năm 1498), còn được Anh hóa thành Thomas của Torquemada, là một giáo sĩ Đa Minh người Castilian và là Grand Inquisitor đầu tiên trong phong trào đồng nhất các thực hành tôn giáo với Giáo hội Công giáo vào cuối thế kỷ 15, còn được gọi là Tòa án Dị giáo Tây Ban Nha.
Chủ yếu là do bị đàn áp, người Hồi giáo và người Do Thái ở Tây Ban Nha vào thời điểm đó nhận thấy rằng về mặt xã hội, chính trị và kinh tế nên chuyển sang Công giáo (xem Converso, Morisco và Marrano). Sự tồn tại của những người cải đạo mang hình thức bên ngoài (tức là Crypto-Jews)  được các quốc vương Tây Ban Nha thời đó (Vua Ferrando và Nữ vương Isabel) coi là mối đe dọa đối với đời sống tôn giáo và xã hội của Tây Ban Nha. Điều này khiến Torquemada, người có tổ tiên là người cải đạo, trở thành một trong những người ủng hộ chính của Nghị định Alhambra trục xuất người Do Thái khỏi Tây Ban Nha vào năm 1492.
Do áp dụng rộng rãi hình thức tra tấn để giải tội, và chủ trương thiêu sống những người bị coi là có tội, tên của Torquemada đã trở thành đồng nghĩa với sự tàn ác, không khoan dung về mặt tôn giáo và sự cuồng tín.